# 8 Ore di Suzuka 2007
La 8 Ore di Suzuka 2007 è stata la terza prova del campionato mondiale Endurace del 2007. Svoltasi il 29 luglio, si tratta della 30ª edizione nella storia di questa gara, e ha visto la vittoria del duo di piloti giapponesi Kagayama - Akiyoshi su Suzuki GSX-R1000 del team Yoshimura Suzuki with Jomo. Questa vittoria di una motocicletta di marca Suzuki, interrompe una sequenza di dieci vittorie consecutive (dal 1997 al 2006) di motociclette di marca Honda.
In seconda posizione si è classificata la coppia Carlos Checa - Tadayuki Okada su Honda CBR1000RR del team HRC, che aveva conquistato la pole position, con al terzo posto Yusuke Teshima e  Shin'ichi Itō anche loro su Honda CBR1000RR ma gestita dal team F.C.C TSR ZIP-FM Racing.

## Risultati

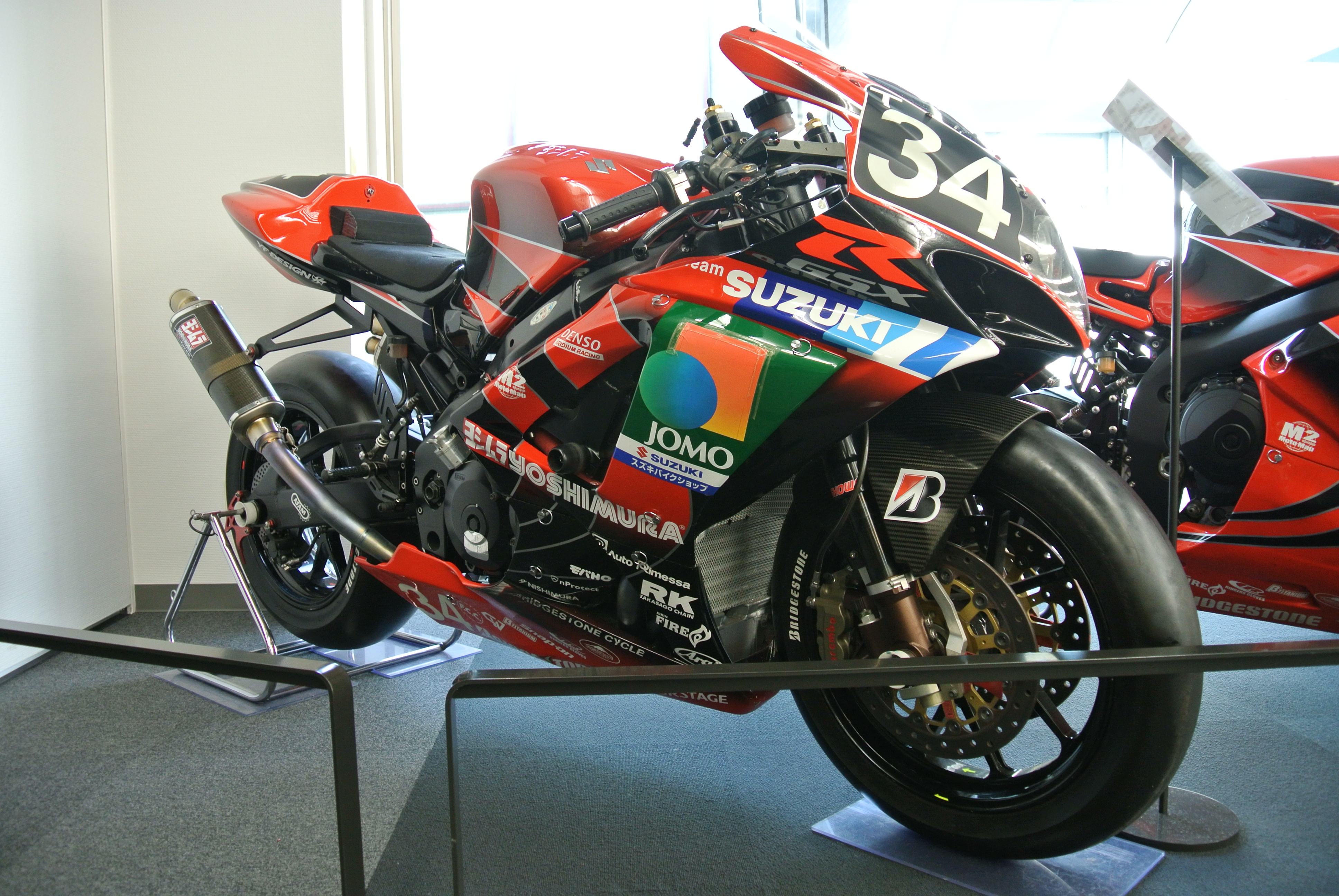
La Suzuki GSX-R1000 del team Yoshimura Suzuki, vincitrice di questa edizione della 8 Ore di Suzuka

59 equipaggi al traguardo, 11 ritirati. Dove non indicata la nazionalità si intende pilota giapponese. Gli equipaggi iscritti come wild card non posso prendere punti per il campionato mondiale Endurance.
| Pos. | Nº  | Piloti              | Piloti            | Piloti                  | Squadra                                  | Motocicletta     | Giri | Tempo       | Griglia | Punti |
| ---- | --- | ------------------- | ----------------- | ----------------------- | ---------------------------------------- | ---------------- | ---- | ----------- | ------- | ----- |
| 1º   | 34  | Yukio Kagayama      | Kōsuke Akiyoshi   |                         | Yoshimura Suzuki with Jomo               | Suzuki GSX-R1000 | 216  | 8:01'35.077 | 3º      |       |
| 2º   | 33  | Tadayuki Okada      | Carlos Checa      |                         | Team HRC                                 | Honda CBR1000RR  | 216  | +2'01.484   | 1º      |       |
| 3º   | 778 | Yusuke Teshima      | Shin'ichi Itō     |                         | F.C.C.TSR ZIP-FM Racing                  | Honda CBR1000RR  | 215  | +1 giro     | 5º      | 30    |
| 4º   | 12  | Atsushi Watanabe    | Daisaku Sakai     |                         | Yoshimura Suzuki with Jomo               | Suzuki GSX-R1000 | 215  | +1 giro     | 10º     |       |
| 5º   | 19  | Tatsuya Yamaguchi   | Leon Camier       |                         | Moriwaki Motul Racing                    | Honda CBR1000RR  | 212  | +4 giri     | 11º     |       |
| 6º   | 54  | Kazuki Tokudome     | Gaku Kamada       |                         | Masked Rider DEN'OH Honda Dream          | Honda CBR1000RR  | 211  | +5 giri     | 7º      |       |
| 7º   | 1   | Vincent Philippe    | Matthieu Lagrive  | Julien Da Costa         | Suzuki Endurance Racing                  | Suzuki GSX-R1000 | 210  | +6 giri     | 15º     | 24    |
| 8º   | 4   | Satoru Iwata        | Yoshiyuki Sugai   | Heinz Platacis          | F.C.C. TSR Eurosport Benelux             | Honda CBR1000RR  | 210  | +6 giri     | 19º     | 19    |
| 9º   | 81  | Jamie Stauffer      | Norick Abe        |                         | Yamaha Racing                            | Yamaha YZF-R1    | 210  | +6 giri     | 9º      |       |
| 10º  | 71  | Yuichi Takeda       | Kazuma Tsuda      |                         | Sakurai Honda                            | Honda CBR1000RR  | 209  | +7 giri     | 17º     |       |
| 11º  | 775 | Hiroki Noda         | Takehiro Yamamoto |                         | Racing Team Honeybee                     | Honda CBR1000RR  | 209  | +7 giri     | 14º     |       |
| 12º  | 25  | Nobuyuki Yunoki     | Taketsuna Morii   |                         | Honda Suzuka Racing                      | Honda CBR1000RR  | 208  | +8 giri     | 23º     |       |
| 13º  | 5   | Ken Eguchi          | Ryuji Tsuruta     |                         | Zoil Trick Star                          | Kawasaki ZX-10R  | 207  | +9 giri     | 20º     |       |
| 14º  | 52  | S.Suzuki            | Takumi Takahashi  |                         | Moto Win Racing                          | Honda CBR1000RR  | 206  | +10 giri    | 29º     |       |
| 15º  | 3   | Warwick Nowland     | Glen Richards     | Stefan Nebel            | Phase One Endurance                      | Yamaha YZF-R1    | 206  | +10 giri    | 34º     | 16    |
| 16º  | 40  | K.Nagura            | S.Noyori          |                         | Honda Hamayukai Hamamatsu Escargot & CBR | Honda CBR1000RR  | 206  | +10 giri    | 35º     |       |
| 17º  | 69  | O.Deguchi           | T.Tsuda           |                         | OSG Phoenix & Moto Sports 1              | Honda CBR1000RR  | 205  | +11 giri    | 28º     |       |
| 18º  | 8   | David Morillon      | Patric Muff       | Horst Saiger            | Bolliger Team Switzerland                | Kawasaki ZX-10R  | 205  | +11 giri    | 38º     | 13    |
| 19º  | 18  | Yasumasa Hatakeyama | M.Izumi           |                         | Hatakeyama Simpson & T-Yoshiharu         | Honda CBR1000RR  | 204  | +12 giri    | 16º     |       |
| 20º  | 31  | H.Kawase            | T.Ohnishi         |                         | Win Suzuki Racing                        | Suzuki GSX-R1000 | 204  | +12 giri    | 44º     |       |
| 21º  | 666 | James Hutchins      | Alex Cudlin       | Gary Mason              | Diablo 666 Bolliger                      | Kawasaki ZX-10R  | 203  | +13 giri    | 60º     | 12    |
| 22º  | 59  | M.Yamanaka          | S.Isoya           |                         | Tele' Wolfman & Yoshiharu & MCR Garage   | Honda CBR1000RR  | 203  | +13 giri    | 27º     |       |
| 23º  | 73  | Yoshiteru Konishi   | Takashi Yasuda    |                         | Kyubo.com Team HARC-PRO                  | Honda CBR1000RR  | 202  | +14 giri    | 6º      |       |
| 24º  | 21  | Jakub Smrž          | Frank Heidger     | Henrik Meyer            | RMT #21 Racing                           | Honda CBR1000RR  | 202  | +14 giri    | 59º     | 11    |
| 25º  | 15  | S.Takemi            | Y.Usami           |                         | Etching Factory 15                       | Yamaha YZF-R1    | 202  | +14 giri    | 25º     |       |
| 26º  | 62  | Akira Tamitsuji     | Koji Honda        |                         | Marumae 6264 Racing Supply               | Suzuki GSX-R1000 | 202  | +14 giri    | 21º     |       |
| 27º  | 53  | H.Ogata             | Tarō Sekiguchi    |                         | Deotex Panthera Plot                     | Suzuki GSX-R1000 | 202  | +14 giri    | 13º     |       |
| 28º  | 68  | T.Nakamura          | T.Kurokawa        |                         | Honda Qyukai Meiwa Racing                | Honda CBR1000RR  | 202  | +14 giri    | 53º     |       |
| 29º  | 38  | Erwan Nigon         | Julien Millet     | Joao Contente Fernandes | Endurance Moto 38                        | Yamaha YZF-R1    | 201  | +15 giri    | 43º     | 10    |
| 30º  | 76  | K.Kitaguchi         | M.Furusawa        |                         | Pacific Diner Service Nalt Alterna       | Honda CBR1000RR  | 201  | +15 giri    | 42º     |       |
| 31º  | 75  | M.Hisazumi          | S.Shimizu         |                         | Power Factory - Racing Drag              | Suzuki GSX-R1000 | 201  | +15 giri    | 41º     |       |
| 32º  | 77  | K.Kanayama          | T.Yoshida         |                         | Z-Tech Team Hashimoto-Gumi Ohka          | Suzuki GSX-R1000 | 201  | +15 giri    | 45º     |       |
| 33º  | 70  | T.Okuda             | N.Nakagawa        |                         | OSG Phoenix & Moto Sports 2              | Honda CBR1000RR  | 200  | +16 giri    | 54º     |       |
| 34º  | 12  | Tobias Andersson    | Paul Young        | Mikael Nilsson          | Suzuki Sweden                            | Suzuki GSX-R1000 | 200  | +16 giri    | 72º     | 8     |
| 35º  | 14  | Tomas Miksovsky     | Damon Rowley      | Leroy Verboven          | Maco Moto Racing                         | Yamaha YZF-R1    | 198  | +18 giri    | 78º     | 7     |
| 36º  | 7   | Igor Jerman         | Damian Cudlin     | Steve Martin            | Yamaha Austria Racing                    | Yamaha YZF-R1    | 198  | +18 giri    | 30º     | 6     |
| 37º  | 67  | T.Nishinaka         | R.Kishimoto       |                         | Honda Dream Wakayama                     | Honda CBR1000RR  | 198  | +18 giri    | 50º     |       |
| 38º  | 97  | H.Matoba            | J.Murata          |                         | Platform - TSR - Club Y's - J Office     | Honda CBR1000RR  | 198  | +18 giri    | 58º     |       |
| 39º  | 9   | Paolo Tessari       | Riccardo Ricci    |                         | Amadeus X-one                            | Yamaha YZF-R1    | 198  | +18 giri    | 76º     | 5     |
| 40º  | 6   | Michel Nickmans     | Olivier Depoorter | Serge Fischer           | Zone Rouge Yamaha Belgique               | Yamaha YZF-R1    | 198  | +18 giri    | 67º     | 4     |
| 41º  | 13  | M.Nakaoka           | K.Adachi          |                         | Etching Factory 13                       | Yamaha YZF-R1    | 198  | +18 giri    | 55º     |       |
| 42º  | 903 | T.Yamamoto          | T.Nakai           |                         | NOI:Z - YEG                              | Yamaha YZF-R1    | 197  | +19 giri    | 46º     |       |
| 43º  | 64  | M.Tokunaga          | H.Nishi           |                         | 6264 Marumae & Five Heretics             | Yamaha YZF-R1    | 195  | +21 giri    | 62º     |       |
| 44º  | 333 | Daigoro Suzuki      | Toshiyuki Arakaki |                         | WIN-CHU Suzuki Racing                    | Suzuki GSX-R1000 | 195  | +21 giri    | 24º     |       |
| 45º  | 57  | Anthony Dos Santos  | Amaury Baratin    |                         | LTG 57                                   | Yamaha YZF-R1    | 195  | +21 giri    | 71º     | 2     |
| 46º  | 35  | Naoki Yamada        | K.Wada            | Eric Monot              | RT Racing Team & Motovirus / Z-TECH      | Suzuki GSX-R1000 | 194  | +22 giri    | 61º     | 1     |